# Kristine Bayley
Kristine Bayley (* 22. Juni 1983 in Perth) ist eine ehemalige australische Bahnradsportlerin.

## Sportliche Laufbahn
2005 wurde Kristine Bayley australische Vize-Meisterin im Keirin, im Jahr darauf errang sie den nationalen Titel im 500-Meter-Zeitfahren. Bis zu ihrem Rücktritt vom aktiven Radsport 2007 stand sie zahlreichen Male bei australischen Bahnmeisterschaften in Kurzzeitdisziplinen auf dem Podium.
Bei den Ozeanienspielen 2005 gewann Bayley die Goldmedaille im Zeitfahren, im Sprint Silber und im Keirin Bronze. Bei den UCI-Bahn-Weltmeisterschaften 2007 belegte sie gemeinsam mit Anna Meares Rang drei im Teamsprint.

## Privates
Kristine Bayley ist eine Schwester des Radsportlers Ryan Bayley. Seit 2009 ist sie verheiratet mit Shane Perkins, der ebenfalls ein erfolgreicher Bahnradsportler ist. Ehemann und Bruder sind miteinander derart verfeindet, dass sie seit Jahren nicht mehr miteinander sprechen und sich auch schon auf der Radrennbahn geprügelt haben.